# Concours Eurovision de la chanson 1980
- Pays participants
- Pays ayant participé dans le passé

Jérusalem 1979 Dublin 1981
Le Concours Eurovision de la chanson 1980 fut la vingt-cinquième édition du concours. Il se déroula le samedi 19 avril 1980, à La Haye, aux Pays-Bas. Il fut remporté par l'Irlande, avec la chanson What's Another Year, interprétée par Johnny Logan. L’Allemagne termina deuxième et le Royaume-Uni, troisième.

## Organisation
Israël, qui avait organisé et remporté l'édition 1979, ne put se charger de l’organisation de l’édition 1980.  La télévision publique israélienne ne parvint en effet pas à rassembler les fonds nécessaires à la production d’un autre évènement international.  Sollicité, le gouvernement israélien refusa toute rallonge au budget de l’IBA.
L’UER se tourna alors vers l’Espagne, qui avait terminé deuxième, et le Royaume-Uni, qui avait déjà organisé le concours à six reprises. Mais tous deux refusèrent.  Ce fut finalement la télévision publique néerlandaise qui accepta d’organiser le concours. Le temps étant compté, la NOS réutilisa essentiellement le schéma de production de l’édition 1976, ce qui explique les nombreuses similitudes entre ces deux éditions.
C'est la dernière fois avant l'Eurovision 2023 que le concours n'est pas organisé dans le pays l'ayant remporté l'année précédente.

## Pays participants
Dix-neuf pays participèrent au vingt-cinquième concours. 
La NOS fixa la date du concours au 19 avril.  Cela entraîna le désistement d’Israël, ce jour-là étant celui de Yom Hazikaron, commémoration nationale annuelle des victimes de guerre israéliennes.  Ce fut la seule fois de l’histoire du concours qu'un pays vainqueur ne vint pas défendre son titre l’année suivante.
Monaco se retira pour des raisons financières et ne revint qu'en 2004. La Turquie fit son retour et le Maroc, ses débuts, devenant ainsi le premier pays d'Afrique à participer au concours.

## Format

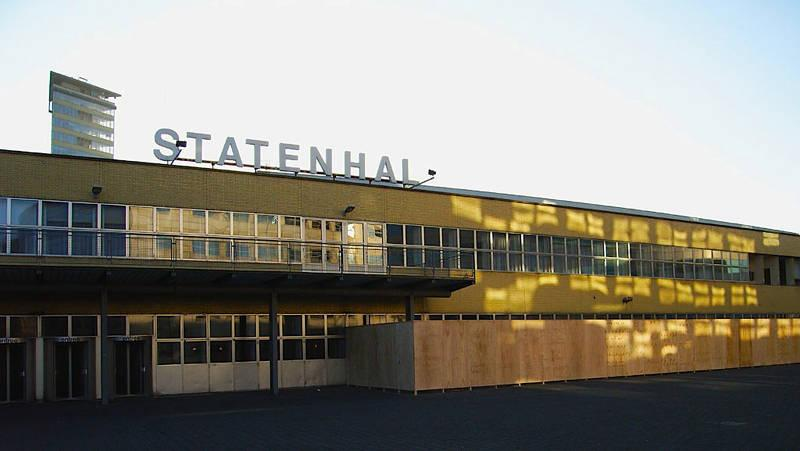
Le Nederlands Congresgebouw, à La Haye.

Le concours eut lieu au Nederlands Congresgebouw, à La Haye, centre de conférence inauguré en 1969, où avait déjà eu lieu l’édition de 1976. 
Tout comme en 1970 et en 1976, le décor fut conçu par Roland de Groot.  L’orchestre était à nouveau installé au pied de la scène et entouré d'une enceinte lumineuse.  L’espace des introducteurs, décoré de deux tulipes stylisées, était situé à gauche de la scène, le tableau de vote et le pupitre du superviseur, à droite. 
La scène était encadrée par un fronton à la manière des temples grecs.  L’espace au sol était occupé par un podium comportant deux niveaux, un escalier encastré de cinq marches et trois bandeaux horizontaux incurvés.  Au-dessus de la scène, étaient suspendus des mobiles : six demi-ellipses (dont deux ornées d’un quart de cercle rouge) et deux trapèzes. Tous ces éléments étaient de couleur neutre et bordés de bandeaux lumineux. Ils prirent, suivant les prestations, des couleurs crèmes, grises, bleues, roses ou mauves.
Le programme dura près de deux heures et dix-huit minutes.

## Vidéo introductive
La vidéo introductive débutait par un plan sur une plage néerlandaise. Un violoniste apparut, en jouant le Te Deum de Marc-Antoine Charpentier.  Des flots, surgit alors le sigle « 25 », rappelant que l’on fêtait cette année-là, le jubilé d’argent du concours.  La suite était un remontage de la vidéo introductive de l’édition 1976.

## Déroulement
La présentatrice de la soirée fut l'actrice Marlous Fluitsma.  Elle s’adressa exclusivement aux téléspectateurs en néerlandais, ne recourant à l’anglais et au français que durant le vote.
L'orchestre était dirigé par Rogier van Otterloo.

## Présentateurs
Il n’y eut pas de cartes postales. Mais pour marquer les vingt-cinq ans du concours, les organisateurs demandèrent à un membre de chaque délégation de présenter lui-même la chanson de son pays.  Les présentateurs s’adressèrent aux téléspectateurs dans leur propre langue nationale. La présentatrice irlandaise parla en gaélique et fut la seule à employer une langue différente de celle de la chanson de son pays, qui était en anglais.  Le Danemark, la Finlande, le Portugal, la Suède et la Turquie eurent recours à leur propre commentateur, les autres pays à une tierce personne. 
Tandis que ces personnes présentaient la chanson, leurs auteurs et compositeurs ainsi que les artistes participants, des photos de ces derniers défilaient dans le coin inférieur droit de l’écran. Ces photos avaient été prises lors d’excursions dans diverses localités néerlandaises.
| Autriche          | Turquie            | Grèce               | Luxembourg        | Maroc              |
| ----------------- | ------------------ | ------------------- | ----------------- | ------------------ |
| - Chris Lohner    | - Şebnem Savaşçı   | - Kelly Sakakou     | - Michèle Etzel   | - Mohamed Bouzidi  |
| Italie            | Danemark           | Suède               | Suisse            | Finlande           |
| - Beatrice Cori   | - Jørgen de Mylius | - Ulf Elfving       | - Lyliam Stambac  | - Heikki Harma     |
| Norvège           | Allemagne          | Royaume-Uni         | Portugal          | Pays-Bas           |
| - Åse Kleveland   | - Carolin Reiber   | - Noel Edmonds      | - Eládio Clímaco  | - Marlous Fluitsma |
| France            | Irlande            | Espagne             | Belgique          |                    |
| - Évelyne Dhéliat | - Thelma Mansfield | - Mari Cruz Soriano | - Arlette Vincent |                    |

## Chansons
Dix-neuf chansons concoururent pour la victoire. 
La chanson autrichienne établit un record particulier, en parvenant à citer en moins de trois minutes, les noms de vingt-six compositeurs et de vingt-deux compositions musicales différentes.
Pour la toute première fois, un pays fut représenté par des artistes ayant terminé premier et deuxième de la sélection nationale. Il s’agit de la Grèce. Ánna Víssi avait remporté la finale grecque, mais décida de s’adjoindre le groupe Epikouri qui avait terminé deuxième. 
La chanson luxembourgeoise, Papa Pingouin, fut le véritable succès commercial de l’édition 1980 du concours. Il fut vendu à plus d’un million d’exemplaires, rien qu’en France. 
La chanson représentant le Maroc fut la première jamais interprétée en arabe au concours. Il s’agissait d’un message de paix adressé à Israël et aux pays arabes. L’avant-dernière place du pays fut une cruelle déception pour la télévision publique marocaine, qui prit la décision de ne plus jamais participer au concours. La carrière de Samira Saïd n’eut cependant pas à en souffrir, puisqu’elle devint une des chanteuses arabes les plus populaires du XXe siècle.
La chanson norvégienne était, elle aussi, porteuse d’un message, mais d’un message de protestation. Elle dénonçait les discriminations infligées aux minorités samis de Norvège et la construction d’une centrale hydroélectrique en pleine terre lapone.
La chanson belge fut la toute première à faire référence au concours dans ses paroles et à en détourner le nom dans son titre<.

## Chefs d'orchestre
| Richard Österreicher | Atilla Özdemiroğlu | Jick Nakassian      | Norbert Daum     | Jean Claudric | Del Newman           |
| -------------------- | ------------------ | ------------------- | ---------------- | ------------- | -------------------- |
| - Autriche           | - Turquie          | - Grèce             | - Luxembourg     | - Maroc       | - Italie             |
| Allan Botschinsky    | Anders Berglund    | Peter Reber         | Ossi Runne       | Sigurd Jansen | Wolfgang Rödelberger |
| - Danemark           | - Suède            | - Suisse            | - Finlande       | - Norvège     | - Allemagne          |
| John Coleman         | Jorge Machado      | Rogier van Otterloo | Sylvano Santorio | Noel Kelehan  | Javier Iturralde     |
| - Royaume-Uni        | - Portugal         | - Pays-Bas          | - France         | - Irlande     | - Espagne            |

La Belgique fut le seul pays à se passer de l’orchestre et à recourir à une bande son.

## Entracte
Le spectacle d'entracte fut fourni par le Dutch Rhythm Steel and Show Band, un groupe dont les membres étaient originaires du Suriname et des Antilles néerlandaises. Ils interprétèrent leur titre San Fernando, accompagnés par les Lee Jackson Dancers, tandis que derrière eux, les mobiles du décor demeuraient en mouvement.
Comme en 1976, le présentateur Hans van Willigenburg interviewa simultanément les artistes en coulisse. Il parla à Katja Ebstein, Sophie & Magaly, au groupe Prima Donna, à Johnny Logan, Sverre Kjelsberg et Maggie MacNeal. Il leur demanda à tous s’ils devinaient déjà le nom du vainqueur de la soirée. Tous répondirent qu’ils n’en savaient rien.

## Coulisses
Durant le vote, la caméra fit de nombreux plans sur les artistes à l’écoute des résultats. Apparurent notamment Maggie MacNeal, Katja Ebstein, Johnny Logan et le groupe Prima Donna. 

## Vote
Le vote fut décidé entièrement par un panel de jurys nationaux. Les différents jurys furent contactés par téléphone, selon l'ordre de passage des pays participants. Chaque jury devait attribuer dans l'ordre 1, 2, 3, 4, 5, 6, 7, 8, 10 et 12 points à ses dix chansons préférées. 
Pour la première fois depuis 1975, un changement fut introduit dans la procédure de vote. Les points furent lus non plus dans l’ordre de passage des candidats, mais dans l’ordre ascendant, c’est-à-dire de un à douze.
Le superviseur délégué sur place par l'UER fut Frank Naef. Il dut intervenir à trois reprises pour corriger des erreurs commises par Marlous Fluitsma.
En guise de clin d’œil aux premières éditions du concours, la production fit communiquer Marlous Fluitsma et les porte-paroles au moyen de téléphones, un différent pour chaque pays.
Le vote fut d’abord mené par les Pays-Bas, bientôt dépassés par l’Allemagne. Vers la mi-temps, l’Irlande s’empara de la tête et y demeura jusqu’à la fin de la procédure.

## Résultats

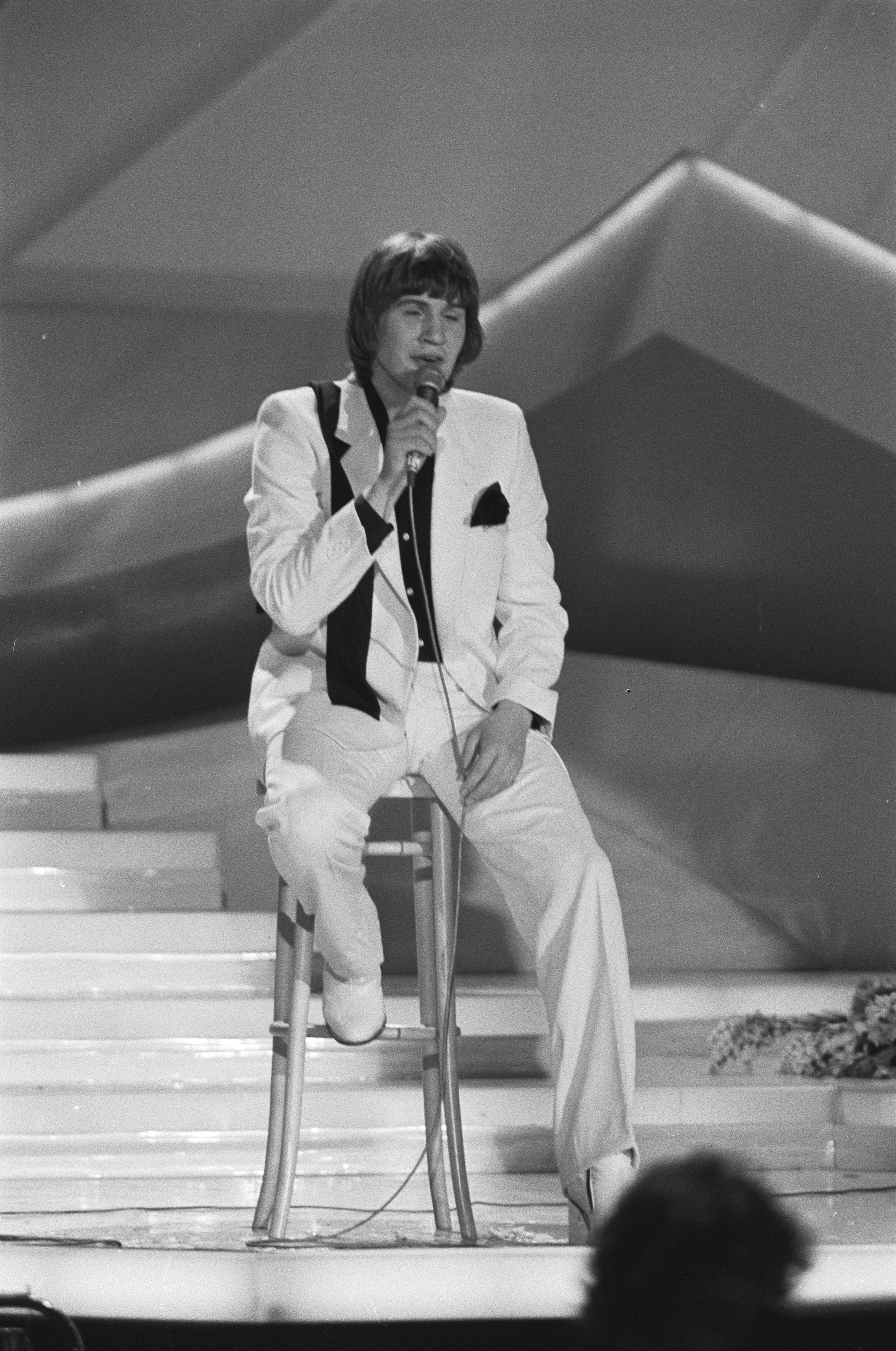
Le vainqueur, Johnny Logan.

Ce fut la deuxième victoire de l’Irlande au concours. Ce fut la première fois depuis 1966 qu'un artiste solo masculin remporta le grand prix.
À l’annonce de sa victoire, Johnny Logan courut embrasser Katja Ebstein, avant de dévaler le couloir reliant les coulisses à la salle. Il se précipita alors sur scène où il se mit à bondir de joie, suscitant ce commentaire de Marlous Fluitsma : « Comme il est content ! Fantastique ! »
Johnny Logan reçut le trophée du grand prix des mains de Marcel Bezençon, fondateur du concours. Marlous Fluitsma conclut alors en néerlandais, par ces mots : « J’espère que ce vingt-cinquième concours ne signifie pas la fin d’une tradition, mais le début d’une toute nouvelle ère pour le Concours Eurovision de la chanson. »
Johnny Logan entama alors la reprise de What’s Another Year, qu’il ponctua d’un vibrant : « I love you, Ireland ! » À la fin de cette seconde prestation, tous les autres participants montèrent sur scène pour le féliciter. La retransmission s’acheva comme elle avait commencé, par un plan d'une plage néerlandaise.  
La chanson gagnante connut par la suite un grand succès commercial, devenant numéro un des ventes au Royaume-Uni. Dans la foulée de sa victoire, Johnny Logan, qui était alors citoyen australien, reçut la nationalité irlandaise. Cette victoire signifiait énormément pour lui. Il la voyait comme la chance de sa vie. Il avoua d’ailleurs à Katja Ebstein : « You don’t need to win but I do. »
En 2005, lors de l'émission spéciale Congratulations, What's Another Year fut élue douzième meilleure chanson à jamais avoir été présentée au concours.
| Ordre | Pays        | Artiste(s)                      | Chanson                | Langue      | Place | Points |
| ----- | ----------- | ------------------------------- | ---------------------- | ----------- | ----- | ------ |
| 01    | Autriche    | Blue Danube                     | Du bist Musik          | Allemand    | 8     | 64     |
| 02    | Turquie     | Ajda Pekkan                     | Petr'oil               | Turc        | 15    | 23     |
| 03    | Grèce       | Ánna Víssi & Epikouri           | Autostop (Ωτοστοπ)     | Grec        | 13    | 30     |
| 04    | Luxembourg  | Sophie & Magaly                 | Papa Pingouin          | Français    | 9     | 56     |
| 05    | Maroc       | Samira Saïd                     | Bitakat Hob (بطاقة حب) | Arabe       | 18    | 7      |
| 06    | Italie      | Alan Sorrenti                   | Non so che darei       | Italien     | 6     | 87     |
| 07    | Danemark    | Bamses Venner                   | Tænker altid på dig    | Danois      | 14    | 25     |
| 08    | Suède       | Tomas Ledin                     | Just nu!               | Suédois     | 10    | 47     |
| 09    | Suisse      | Paola                           | Cinéma                 | Français    | 4     | 104    |
| 10    | Finlande    | Vesa-Matti Loiri                | Huilumies              | Finnois     | 19    | 6      |
| 11    | Norvège     | Sverre Kjelsberg & Mattis Hætta | Sámiid Ædnan           | Norvégien   | 16    | 15     |
| 12    | Allemagne   | Katja Ebstein                   | Theater                | Allemand    | 2     | 128    |
| 13    | Royaume-Uni | Prima Donna                     | Love Enough for Two    | Anglais     | 3     | 106    |
| 14    | Portugal    | José Cid                        | Um grande, grande amor | Portugais   | 7     | 71     |
| 15    | Pays-Bas H  | Maggie MacNeal                  | Amsterdam              | Néerlandais | 5     | 93     |
| 16    | France      | Profil                          | Hé, hé m'sieurs dames  | Français    | 11    | 45     |
| 17    | Irlande     | Johnny Logan                    | What's Another Year    | Anglais     | 1     | 143    |
| 18    | Espagne     | Trigo Limpio                    | Quedate esta noche     | Espagnol    | 12    | 38     |
| 19    | Belgique    | Telex                           | Euro-Vision            | Français    | 17    | 14     |

## Anciens participants
| Artiste        | Pays      | Année(s) précédente(s)                 |
| -------------- | --------- | -------------------------------------- |
| Katja Ebstein  | Allemagne | 1970, 1971                             |
| Maggie MacNeal | Pays-Bas  | 1974 (comme membre de Mouth & MacNeal) |
| Paola          | Suisse    | 1969                                   |

Katja Ebstein demeure la seule artiste à avoir figuré à trois reprises parmi les trois premiers, sans jamais avoir remporté le concours.

## Tableau des votes
| Drapeau de l'Autriche | Drapeau de la Turquie                             | Drapeau de la Grèce | Drapeau du Luxembourg | Drapeau du Maroc | Drapeau de l'Italie | Drapeau du Danemark | Drapeau de la Suède | Drapeau de la Suisse | Drapeau de la Finlande | Drapeau de la Norvège | Drapeau de l'Allemagne | Drapeau du Royaume-Uni | Drapeau du Portugal | Drapeau des Pays-Bas | Drapeau de la France | Drapeau de l'Irlande | Drapeau de l'Espagne | Drapeau de la Belgique | Total |    |     |
| Pays                  | Autriche                                          |                     | –                     | 1                | –                   | 3                   | 4                   | 5                    | 1                      | 4                     | 5                      | 6                      | 4                   | 6                    | 3                    | 3                    | 4                    | 10                     | 4     | 1  | 64  |
| Pays                  | Turquie                                           | 3                   |                       | –                | –                   | 12                  | 8                   | –                    | –                      | –                     | –                      | –                      | –                   | –                    | –                    | –                    | –                    | –                      | –     | –  | 23  |
| Pays                  | Grèce                                             | 5                   | –                     |                  | 1                   | –                   | 2                   | 2                    | –                      | –                     | –                      | 4                      | –                   | 3                    | 1                    | 8                    | –                    | 4                      | –     | –  | 30  |
| Pays                  | Luxembourg                                        | 1                   | 1                     | –                |                     | –                   | –                   | 4                    | 6                      | –                     | 3                      | 7                      | –                   | 8                    | –                    | –                    | 7                    | 8                      | 3     | 8  | 56  |
| Pays                  | Maroc                                             | –                   | –                     | –                | –                   |                     | 7                   | –                    | –                      | –                     | –                      | –                      | –                   | –                    | –                    | –                    | –                    | –                      | –     | –  | 7   |
| Pays                  | Italie                                            | 2                   | 6                     | 2                | –                   | –                   |                     | 3                    | 10                     | 8                     | 6                      | 2                      | 7                   | 4                    | 12                   | 1                    | 2                    | 2                      | 10    | 10 | 87  |
| Pays                  | Danemark                                          | –                   | –                     | 4                | –                   | 2                   | –                   |                      | –                      | 6                     | 7                      | 1                      | 5                   | –                    | –                    | –                    | –                    | –                      | –     | –  | 25  |
| Pays                  | Suède                                             | –                   | 8                     | 10               | 10                  | 6                   | 5                   | –                    |                        | 5                     | –                      | –                      | 2                   | –                    | –                    | –                    | –                    | –                      | 1     | –  | 47  |
| Pays                  | Suisse                                            | 6                   | 2                     | –                | 5                   | 7                   | 3                   | 8                    | 2                      |                       | 12                     | 10                     | 10                  | 7                    | 6                    | 10                   | –                    | 12                     | 2     | 2  | 104 |
| Pays                  | Finlande                                          | –                   | –                     | –                | –                   | –                   | –                   | –                    | –                      | –                     |                        | 5                      | –                   | –                    | –                    | –                    | 1                    | –                      | –     | –  | 6   |
| Pays                  | Norvège                                           | –                   | –                     | –                | –                   | 4                   | –                   | –                    | –                      | –                     | –                      |                        | 6                   | –                    | –                    | 2                    | 3                    | –                      | –     | –  | 15  |
| Pays                  | Allemagne                                         | 8                   | 10                    | –                | 3                   | 10                  | 12                  | 7                    | 5                      | 7                     | 2                      | –                      |                     | 10                   | 8                    | 12                   | 10                   | 5                      | 12    | 7  | 128 |
| Pays                  | Royaume-Uni                                       | 7                   | 5                     | –                | 8                   | 8                   | –                   | 10                   | 12                     | 10                    | 4                      | –                      | 3                   |                      | 7                    | 7                    | 5                    | 6                      | 8     | 6  | 106 |
| Pays                  | Portugal                                          | –                   | 4                     | 5                | 4                   | –                   | 10                  | 6                    | 8                      | 2                     | 1                      | 8                      | 1                   | –                    |                      | 5                    | 6                    | 7                      | –     | 4  | 71  |
| Pays                  | Pays-Bas                                          | 12                  | 12                    | 6                | 12                  | –                   | –                   | –                    | 3                      | 3                     | 10                     | –                      | 8                   | 2                    | 4                    |                      | 12                   | 1                      | 5     | 3  | 93  |
| Pays                  | France                                            | –                   | 3                     | 7                | 2                   | 1                   | –                   | 1                    | 4                      | 1                     | –                      | 3                      | –                   | 5                    | –                    | 4                    |                      | 3                      | 6     | 5  | 45  |
| Pays                  | Irlande                                           | 10                  | –                     | 12               | 7                   | –                   | 1                   | 12                   | 7                      | 12                    | 8                      | 12                     | 12                  | 12                   | 5                    | 6                    | 8                    |                        | 7     | 12 | 143 |
| Pays                  | Espagne                                           | 4                   | 7                     | 8                | 6                   | 5                   | 6                   | –                    | –                      | –                     | –                      | –                      | –                   | –                    | 2                    | –                    | –                    | –                      |       | –  | 38  |
| Pays                  | Belgique                                          | –                   | –                     | 3                | –                   | –                   | –                   | –                    | –                      | –                     | –                      | –                      | –                   | 1                    | 10                   | –                    | –                    | –                      | –     |    | 14  |
| Pays                  | Le tableau suit l'ordre de passage des candidats. |                     |                       |                  |                     |                     |                     |                      |                        |                       |                        |                        |                     |                      |                      |                      |                      |                        |       |    |     |

## Télédiffuseurs
| Pays        | Télédiffuseur(s)        | Commentateur(s)          | Porte-parole         |
| ----------- | ----------------------- | ------------------------ | -------------------- |
| Allemagne   | ARD Deutsches Fernsehen | Ado Schlier              | Lotti Ohnesorge      |
| Allemagne   | Deutschlandfunk         | Roger Horné              | Lotti Ohnesorge      |
| Autriche    | FS2                     | Ernst Grissemann         | Jenny Pippal         |
| Autriche    | Hitradio Ö3             | Walter Richard Langer    | Jenny Pippal         |
| Belgique    | RTBF1                   | Jacques Mercier          | Jacques Olivier      |
| Belgique    | RTBF La Première        | Marc Danval              | Jacques Olivier      |
| Belgique    | BRT TV1                 | Luc Appermont            | Jacques Olivier      |
| Belgique    | BRT Radio 1             | Herwig Haes              | Jacques Olivier      |
| Danemark    | DR TV                   | Jørgen de Mylius         | Bent Henius          |
| Danemark    | DR P3                   | Erik Wiedemann           | Bent Henius          |
| Espagne     | TVE1                    | Miguel de los Santos     | Alfonso Lapeña       |
| Finlande    | YLE TV1                 | Heikki Harma & Aarre Elo | Kaarina Pönniö       |
| France      | TF1                     | Patrick Sabatier         | Fabienne Égal        |
| France      | France Inter            | Julien Lepers            | Fabienne Égal        |
| Grèce       | ERT                     | Mako Georgiadou          | ?                    |
| Grèce       | Proto Programma         | Dimitris Konstantaras    | ?                    |
| Irlande     | RTÉ1                    | Larry Gogan              | David Heffernan      |
| Irlande     | RTÉ Radio 1             | Mike Murphy              | David Heffernan      |
| Italie      | Rete 2                  | Michele Gammino          | Mariolina Cannuli    |
| Luxembourg  | RTL Télé-Luxembourg     | Jacques Navadic          | Jacques Harvey       |
| Luxembourg  | RTL Radio               | André Torrent            | Jacques Harvey       |
| Maroc       | SNRT                    | ?                        | ?                    |
| Norvège     | NRK                     | Knut Aunbu               | Roald Øyen           |
| Norvège     | NRK P1                  | Erik Heyerdahl           | Roald Øyen           |
| Pays-Bas    | Nederland 2             | Willem Duys              | Flip van der Schalie |
| Portugal    | RTP1                    | Eládio Clímaco           | Teresa Cruz          |
| Royaume-Uni | BBC1                    | Terry Wogan              | Ray Moore            |
| Royaume-Uni | BBC Radio 2             | Steve Jones              | Ray Moore            |
| Suède       | SVT TV1                 | Ulf Elfving              | Arne Weise           |
| Suède       | SR P3                   | Kent Finell              | Arne Weise           |
| Suisse      | TSR                     | Georges Hardy            | Michel Stocker       |
| Suisse      | TV DSR                  | Theodor Haller           | Michel Stocker       |
| Suisse      | TSI                     | Giovanni Bertini         | Michel Stocker       |
| Turquie     | TRT                     | Bülend Özveren           | Başak Doğru          |
| Turquie     | TRT Radyo 3             | Şebnem Savaşçı           | Başak Doğru          |

Le concours fut diffusé en direct dans 23 pays.